# Dark Souls
Dark Souls (ダークソウル Dāku Souru?) är ett actionrollspel utvecklat och utgivet (i Japan) av From Software och Namco Bandai Games. Spelet är en andlig uppföljare till Demon's Souls från 2009, och som startade sin utveckling under arbetsnamnet Project Dark. Spelet gavs ut under oktober 2011 till Playstation 3 och Xbox 360. Under augusti 2012 släpptes Prepare to Die-edition till Microsoft Windows, med ytterligare innehåll som tidigare var otillgängligt till konsolversionerna. Den 23 oktober 2012 gavs innehållet i PC-versionen ut som nedladdningsbart innehåll till konsolversionerna under titeln Artorias of the Abyss.
Dark Souls äger rum i det fiktiva kungadömet Lordran. Spelarna antar rollen som en förbannad mänsklig spelarfigur som har utsetts till att göra en pilgrimsfärd bort från Undead Asylum för att ta reda på de odödas öde. Berättelsen i Dark Souls skildras främst genom beskrivningar av olika föremål och dialoger med NPC-figurer i spelet. Spelaren måste pussla ihop de otydliga uppgifter som de får tag i för att kunna förstå berättelsen, istället för att ha det presenterat för denne i spelet. Dark Souls fick ryktbarhet på grund av dess hårda svårighetsgrad och oförsonliga utmaning. Spelvärlden är fylld av vapen, rustningar och förbrukningsartiklar som bistår spelaren under dennes äventyr.
Dark Souls fick höga betyg från spelkritiker, som berömde spelets svårighetsgrad och djupa mytologi. I april 2013 meddelade From Software att spelet hade sålts i mer än 2,3 miljoner exemplar. PC-versionen var det näst mest spelade Windows Live-spelet under 2012. Dark Souls II tillkännagavs den 7 december 2012, och gavs ut i mars 2014. En nyutvecklad version, kallad Dark Souls: Remastered, kommer att släppas till Playstation 4, Xbox One, Microsoft Windows och Nintendo Switch 2018.